# Vettorimetro
Il vettorimetro è uno strumento di misura speciale in grado di fornire, per lettura diretta, su un unico quadrante, le due coordinate di una generica grandezza elettrica vettoriale (per altri strumenti di misura vedi Strumenti di misura per grandezze elettriche). Invece di avere, come per tutti gli altri strumenti di misura, una scala ad un'unica dimensione, il vettorimetro possiede un quadrante di lettura a due dimensioni di forma rettangolare (o anche di forma quadrata). I due indici, indipendenti tra di loro, scorrono lungo l'ascissa, il primo, e lungo l'ordinata, il secondo. La maggior parte degli altri strumenti ha un indice che, essendo imperniato in un punto, scorre lungo un arco (di solito non superiore a 90°). Invece nel vettorimetro i due indici non sono imperniati, ma scorrono in orizzontale ed in verticale (simile a quello che succede all'indicatore della frequenza di una radiolina).

Il più utilizzato è sicuramente il vettorimetro che fornisce, su un unico quadrante, la lettura diretta della potenza attiva (o potenza reale) e della potenza reattiva. In genere, tale strumento, ha sull'ascissa (l'orizzontale), i valori della potenza attiva e sull'ordinata (la verticale) i valori della potenza reattiva. Di solito, il valore zero per la potenza attiva è a sinistra ed il valore zero per la potenza reattiva non è in basso, ma leggermente spostato, verso l'alto per poter permettere allo strumento di segnare anche potenze reattive negative.

Il vantaggio di quest'unico strumento, rispetto a i due strumenti da cui deriva (il wattmetro, per la potenza attiva - il varmetro, per la potenza reattiva) è quello di dare immediatamente, su lettura diretta (senza bisogno di far calcoli) il valore della potenza apparente (dato dall'incrocio dei due indici precedenti su una terza serie di scale concentriche con centro nel valore di origine delle due scale precedenti) e del fattore di potenza (o cosΦ) (anch'esso dato dall'incrocio dei due indici precedenti su una quarta serie di scale che sono i raggi con centro nel valore di origine delle due scale precedenti). Quest'ultima scala è, di solito, graduata direttamente come fattore di potenza, anche se, niente vieta, che sia graduata in angoli di ritardo/anticipo.

Costruttivamente, visto che l'equipaggio mobile (composto dai due indici) dello strumento è abbastanza pesante, non possono essere utilizzati i normali equipaggi degli strumenti da cui deriva (wattmetro e varmetro) ed anzi, visto che in genere la letture viene effettuata a molta distanza da dove esiste il macchinario da monitorare si utilizzano dei servomotori per comandare gli indici del vettorimetro.